# Viktor von Maltzahn
Viktor Karl Dietrich Freiherr von Maltzahn (* 16. Juni 1823 in Rowa; † 13. Februar 1901 in Schloss Mansfeld) war ein deutscher Rittergutsbesitzer und Politiker in Preußen.

## Leben
Viktor von Maltzahn stammte aus der mecklenburgisch-pommerschen uradligen Familie von Maltzahn und war ein Sohn aus der ersten Ehe seines Vaters August von Maltzahn (1780–1846) mit Johanne Eleonore Beate von Ramin (1785–1824).
Er war Stifter und erster Freiherr auf dem Rittergut Roidin (auch Reüdin oder Reudin) bei Utzedel im Kreis Demmin. Dieses Gut war ein Kreistags- und Landtagsberechtigtes Lehn-Rittergut. Von Maltzahn war Inhaber des Ehrenamtes des Erbmarschalls im Herzogtum Alt-Vorpommern. Im Jahre 1869 wurde von Maltzahn auf Präsentation des alten und des befestigten Grundbesitzes im Landschaftsbezirk Herzogtum Stettin auf Lebenszeit anstelle von dem verstorbenen Rudolf von Maltzahn Mitglied des Preußischen Herrenhauses. Von 1889 bis 1893 gehörte er für den Wahlkreis Demmin dem Provinziallandtag der Provinz Pommern an (15. bis 19. Provinziallandtag).
Viktor von Maltzahn war seit 1849 mit Marie Auguste Franziska von Behr (1832–1904) verheiratet. Das Ehepaar hatte zwei Söhne. Nachfolger auf Roidin wurde der Sohn Albrecht, Prem.-Leutnant und Referendar am Kammergericht zu Berlin.